# Serra del Pebrer
La Serra del Pebrer és una serra situada al municipi de Gandesa a la comarca de la Terra Alta, amb una elevació màxima de 484 metres.